# Leszek Pisz
Leszek Pisz (Dębica, Polonia, 18 de diciembre de 1966) es un ex futbolista polaco que jugó en la posición de mediocampista, actualmente trabaja como director técnico y entrenador del equipo de niños en el Igloopol Dębica.
Con el Legia Varsovia ganó dos campeonatos de Polonia, cuatro Copas de Polonia y dos Supercopas. En 1995 fue el jugador polaco del año de Piłka Nożna Polaco. Jugó 14 partidos en la selección.

## Clubes como jugador
- 1977-1984 Wisłoka Dębica
- 1984-1986 Igloopol Dębica
- 1986-1987 Legia Varsovia
- 1987 Igloopol Dębica
- 1987-1991 Legia Varsovia
- 1992 Motor Lublin
- 1993-1996 Legia Varsovia
- 1996-1997 PAOK Salónica FC
- 1997-2000 AO Kavala
- 2000-2001 Paniliakos AO
- 2001-2002 Śląsk Wrocław
- 2002 Pogoń Staszów

- Datos: Q1383063